# 中国共产党深圳市纪律检查委员会
中国共产党深圳市纪律检查委员会，简称中共深圳市纪委，是中国共产党的副省级市纪律检查机关，与深圳市监察委员会合署办公。